# Urophora hermonis
Urophora hermonis
 es una especie de insecto del género Urophora de la familia Tephritidae del orden Diptera. 
Amnon Freidberg lo describió científicamente por primera vez en el año 1974.